# DS7 (crossover)
El DS 7 es un vehículo deportivo utilitario (SUV) del segmento D fabricado por el Groupe PSA bajo la firma de lujo DS Automobiles. Fue presentado el 28 de febrero de 2017 por primera vez en la vigésimo-octava edición del Salón del Automóvil de Ginebra. Rivaliza con el Alfa Romeo Stelvio, el Audi Q5, el BMW X3, el Lexus NX, el Jaguar F-Pace, el Mercedes-Benz Clase GLE y el Volvo XC60.
El 14 de mayo de 2017, el presidente electo de Francia Emmanuel Macron eligió este vehículo como coche oficial. Fue la primera vez que un SUV es utilizado como coche presidencial.
DS presenta el 27 de junio de 2022 la versión rediseñada del DS 7 Crossback que es similar al reciente DS 4 II. Pierde su nombre "Crossback" en esta ocasión y pasa a ser DS 7.
Presentado por primera vez el 28 de febrero de 2017, el vehículo se estrenó públicamente en el 87º Salón del Automóvil de Ginebra en marzo de 2017 y fue conocido como DS 7 Crossback a nivel mundial antes de 2023 y brevemente en China.
El DS7, al igual que el Citroën C5 Aircross, se basa en la plataforma EMP2 del Grupo PSA. Si bien no es el primer SUV de la marca (véase el DS 6), sí es el primero en Europa.

## Descripción general

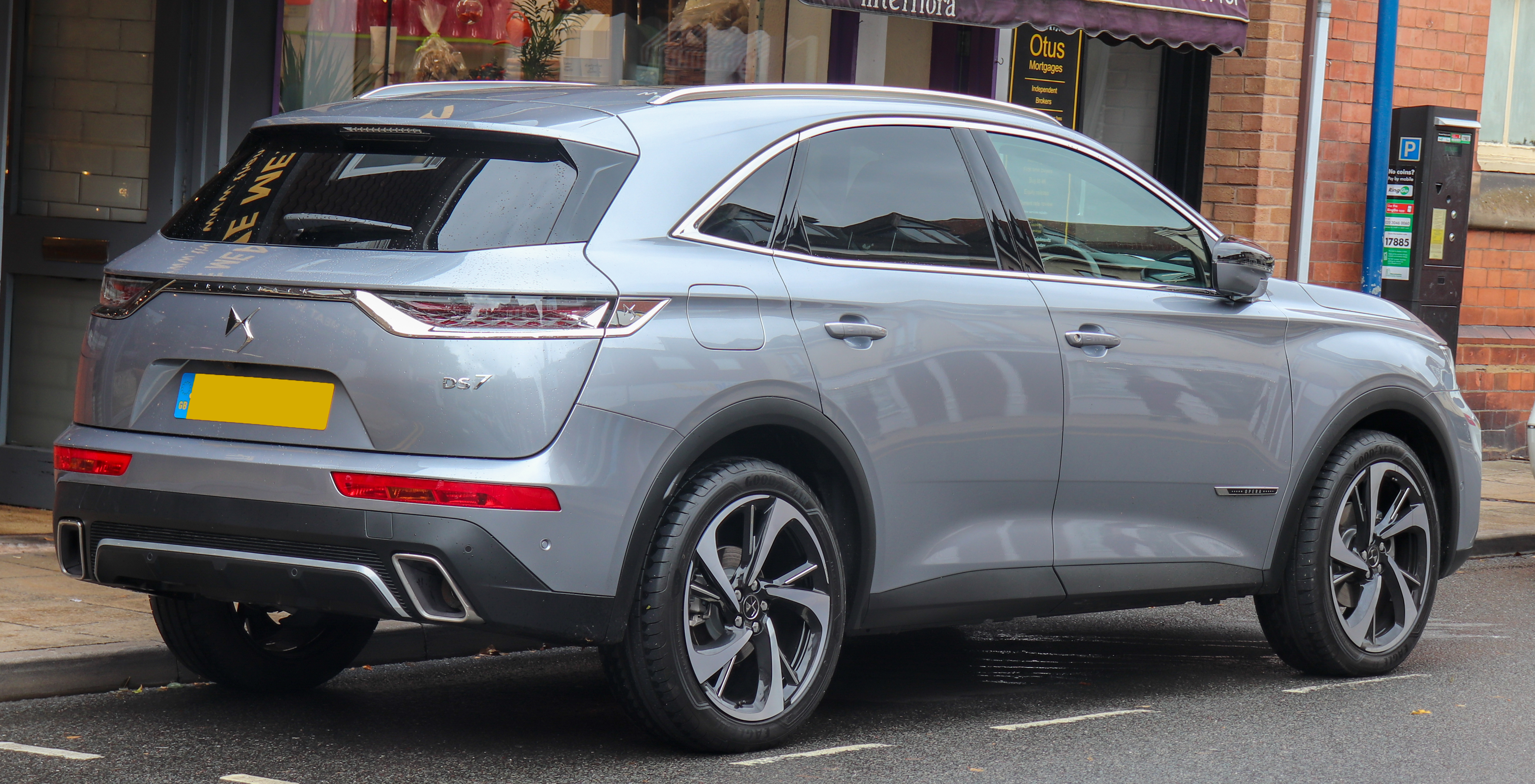
DS7 Crossback Ultra Prestige PTC (UK)

El DS7 fue presentado a la prensa el 28 de febrero de 2017, antes de ser mostrado al público en el Salón del Automóvil de Ginebra 2017 y comercializado en enero de 2018 en versiones diésel.

### Posicionamiento
Siendo el DS 5 en 2011 el último modelo nuevo lanzado por DS Automobiles en Europa, sus ventas globales se han visto afectadas, cayendo en los últimos años.
Además de mejorar las ventas, el DS 7 Crossback era más confortable y la calidad de construcción y las tecnologías (ayudas a la conducción, conducción semiautónoma) también mejoraron.

### DS7 Crossback Presidential
En su investidura el 14 de mayo de 2017, el presidente electo Emmanuel Macron eligió el DS 7 Crossback como su coche presidencial. Esta fue la primera vez que un presidente utilizó un modelo SUV como parte de una ceremonia de investidura. Sólo se utilizó una vez para esta ocasión y posteriormente fue expuesto en la sala de exposiciones DS World París.
Esta versión específica (prestada siete meses antes de su comercialización en Francia, prevista para enero de 2018) es de color azul tinta y tiene un techo descubierto hecho a medida. Las banderas y logotipos franceses "RF" (de "République Française" o "la República Francesa" en francés) aparecen en varios lugares, el interior es de cuero negro y está cubierto con una "lona lacada" (una tela recubierta de laca) Ha sido fabricado especialmente por el taller Maury.
Con motivo de las Jornadas Europeas del Patrimonio, los días 16 y 17 de septiembre de 2017, el DS 7 Crossback Présidentiel se expuso en el patio del Palacio del Elíseo.

### Esprit de Voyage
Presentada en marzo de 2023, la edición especial "Esprit de Voyage", que en francés significa "espíritu de viaje", es el nivel de equipamiento insignia del DS 4 y DS 7 y presenta nuevos materiales y combinaciones de colores inspirados en la industria de la moda.

## Galería

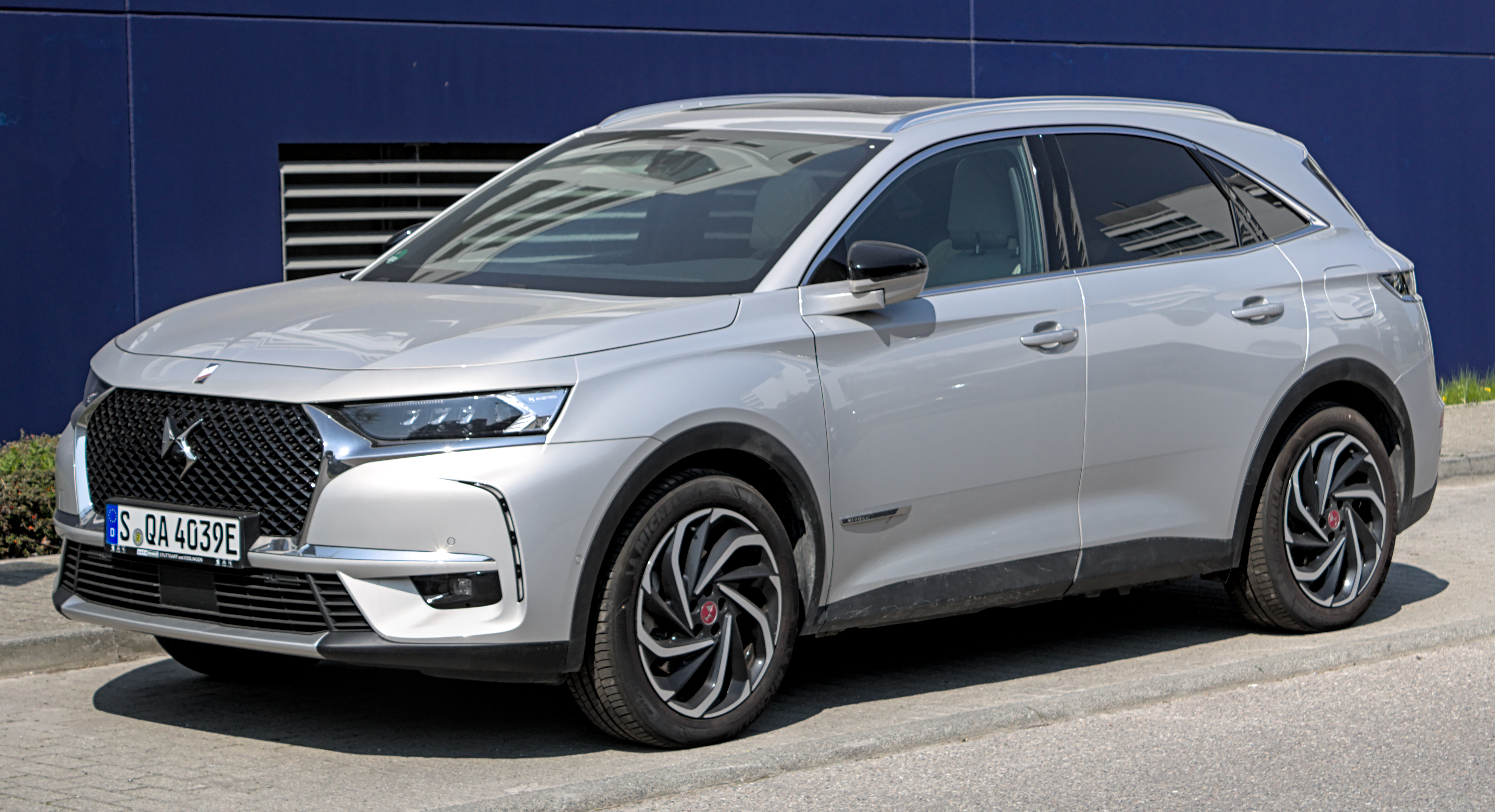
DS 7 Crossback E-Tense
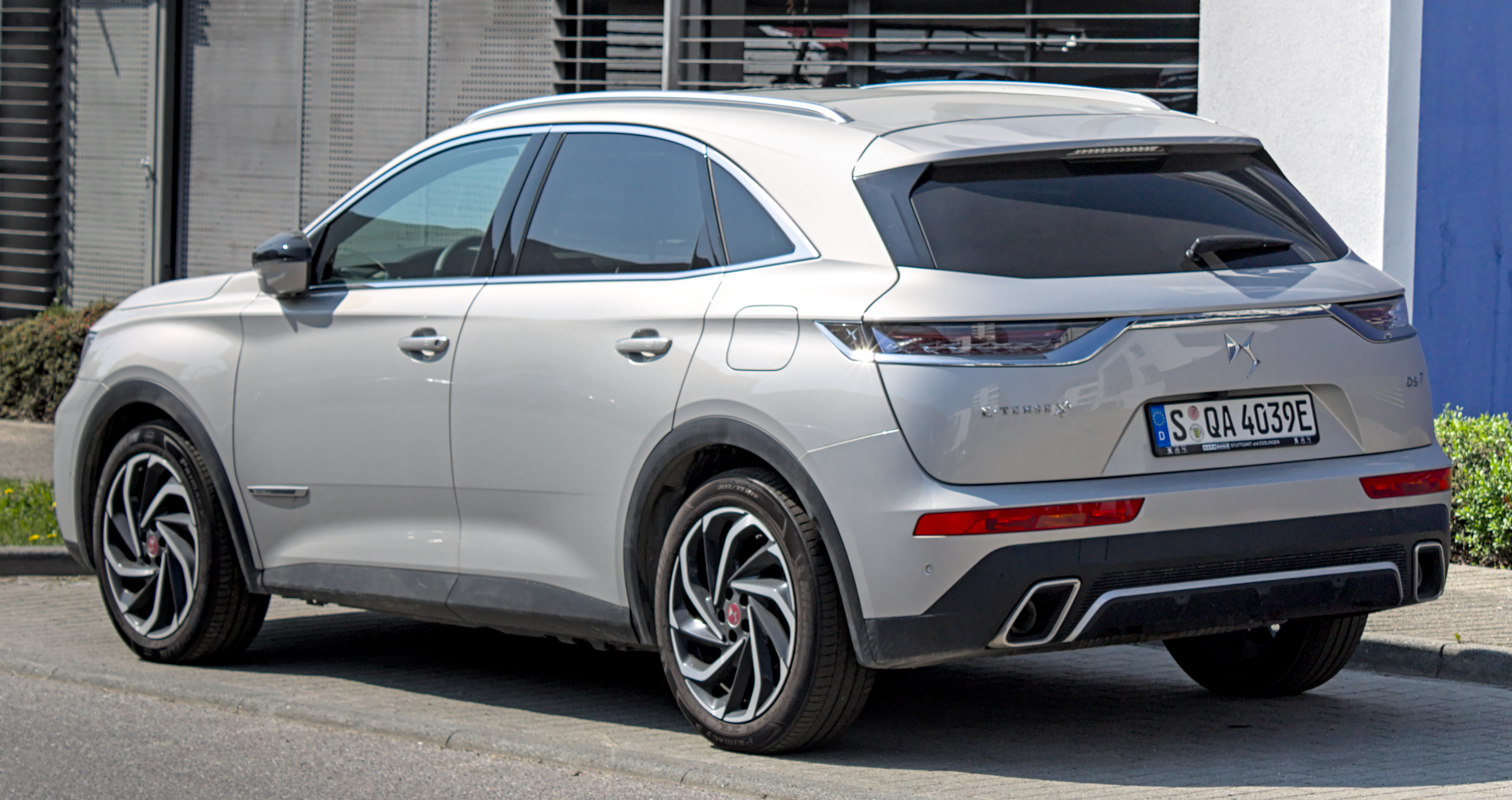
E-Tense (vista trasera)
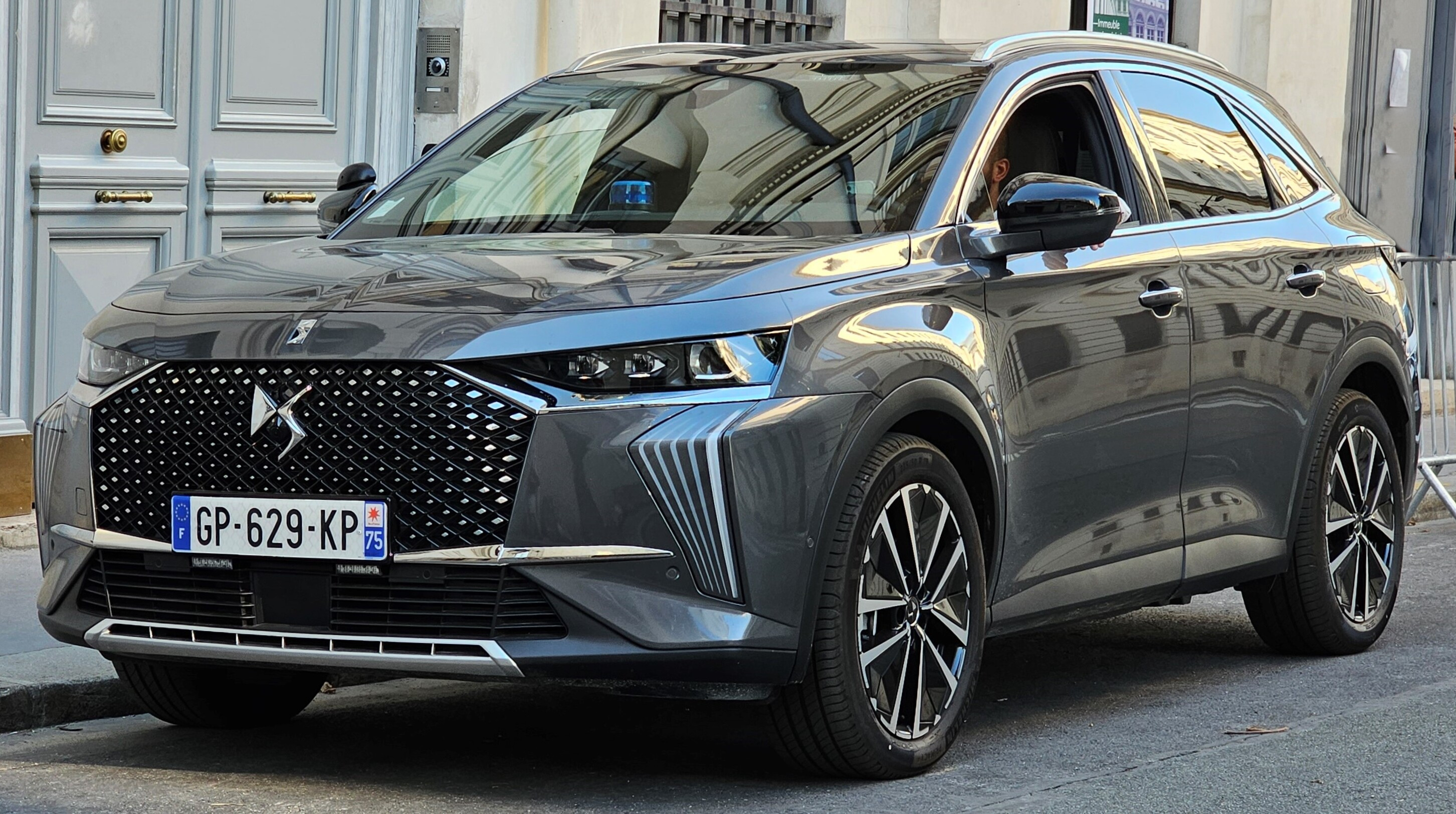
DS 7 E-Tense (rediseñado)
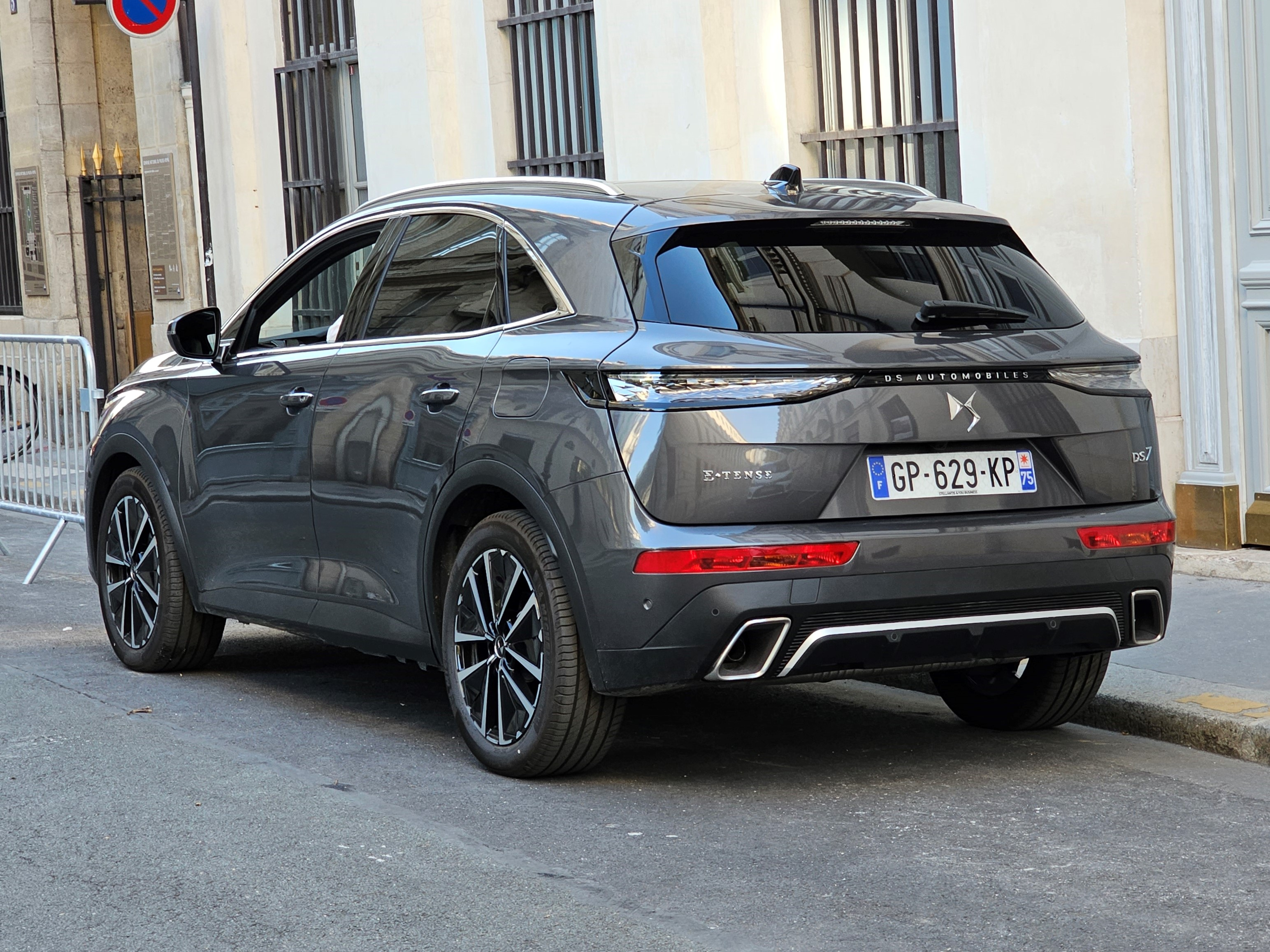
DS 7 E-Tense rediseñado (vista trasera)
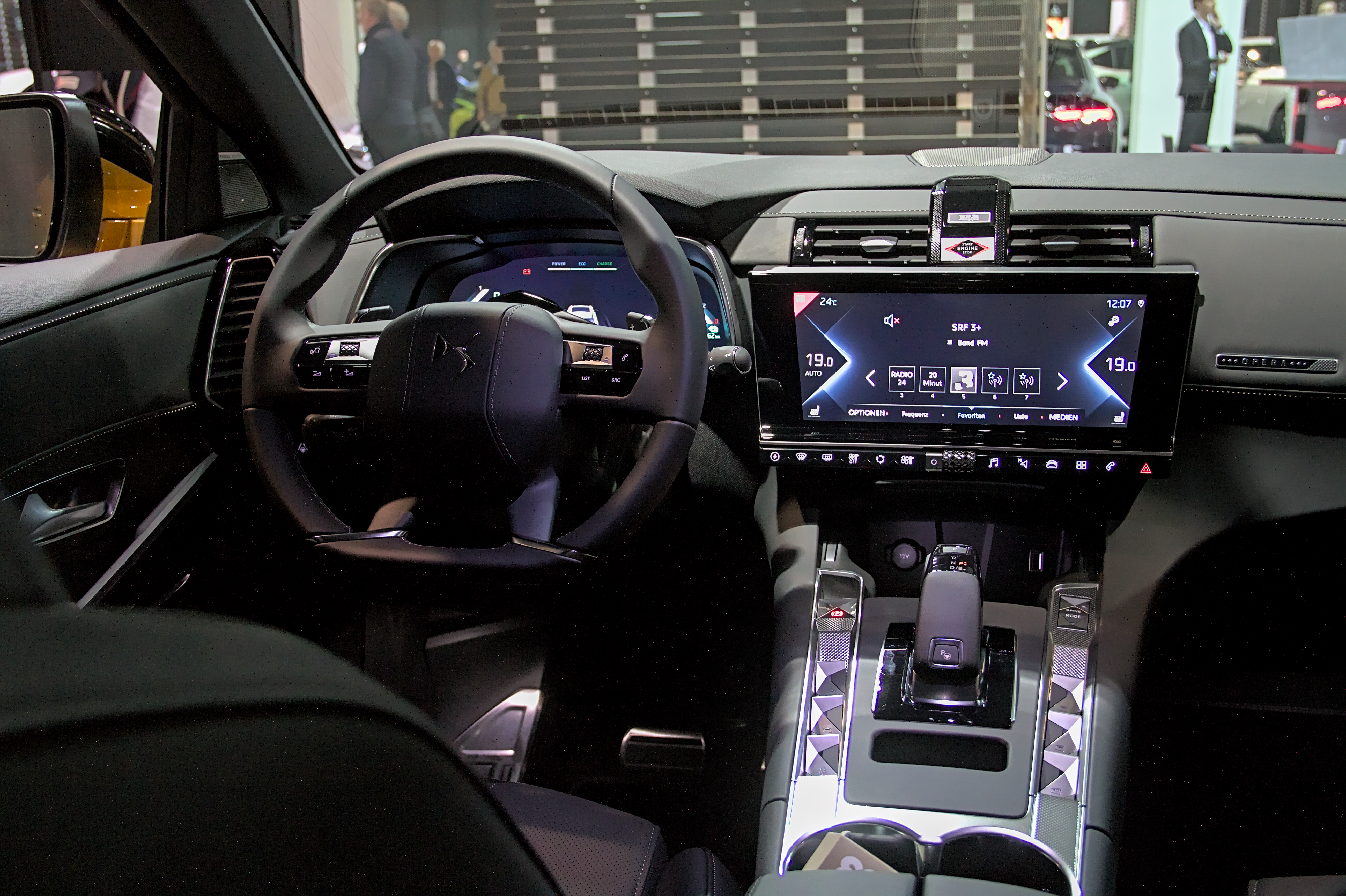
Interior